# 센게이지 그룹

센게이지 그룹(Cengage Group)은 고등 교육, K-12, 전문가 및 도서관 시장을 위한 미국의 교육 콘텐츠, 기술 및 서비스 회사이다. 전 세계 20개국 이상에서 운영되고 있다.

## 회사 정보
이 회사는 매사추세츠주 보스턴에 본사를 두고 있으며 전 세계적으로 약 38개국에 약 5,000명의 직원을 두고 있다. 2014년 4월까지 코네티컷주 스탬포드 사무실에 본사를 두고 있었다.
게일(Gale)은 센게이지의 도서관 참고 부서이며 도서관, 학교 및 기업을 위한 전자 연구 및 교육 출판을 전문으로 한다. 이 회사는 온라인, 인쇄물, 전자책 및 마이크로폼으로 게시되는 데이터베이스를 생성하고 유지 관리한다.